# Miguel Cervantes
Miguel de Cervantes Saavedra, född 29 september 1547 i Alcalá de Henares, Kastilien, död 22 april 1616 i Madrid, var en spansk författare och Spaniens nationalskald. Cervantes är framför allt känd för sitt verk Don Quijote (Don Quijote de La Mancha). Romanen handlar om riddaren av den sorgliga skepnaden och hans väpnare Sancho Panza. Den är en dråplig parodi på samtidens populära riddarromaner och stilbildande för den västerländska romankonsten.
Harold Bloom menar att Cervantes är den enda i den västerländska litteraturen som befinner sig på samma nivå som William Shakespeare och Dante Alighieri. Erich Auerbach menar i sin tur att Cervantes fulländade den episka litterära traditionen i västerlandet.

## Biografi
Miguel de Cervantes föddes i Alcalá de Henares, en liten universitetsstad nära Madrid som det fjärde av sju barn till Doña Leonor de Cortinas och Don Rodrigo de Cervantes. Fadern var en fattig läkare som flyttade runt med sin familj i Spanien, och sonen kunde därför inte få annat än sporadisk utbildning. Lite är känt om Cervantes första tjugo år i livet, men han tros ha gått i skola i Valladolid och Sevilla. Åren 1567–1568 var han registrerad som elev i den spanske humanisten Juan López de Hoyos skola i Madrid. 1569 reste han till Italien för att tjäna en italiensk adelsman och året därpå tog han värvning i den spanska militären. Cervantes deltog som menig i ett par slag till sjöss, bland annat i slaget vid Lepanto den 7 oktober 1571, där han blev skadad i sin vänstra arm av ett muskötskott. Efter detta kunde han inte längre använda sin vänstra hand. Därav hans öknamn "El Feo de un Brazo" (spanska ”den fule med en arm”). Han tillfångatogs en tid senare av algeriska slavpirater under en båtfärd och tillbringade i Algeriet fem år i fångenskap, med fyra misslyckade flyktförsök. Han frigavs först efter betalning av en ansenlig lösesumma.
Efter återkomsten gifte han sig med den 16-åriga Catalina de Salazar. Eftersom han hade svårt att få anställning började han skriva dramer, men dessa gjorde inte några större avtryck i litteraturhistorien och flera har gått förlorade. Med tiden blev han spannmålskommissarie i Sevilla under utrustningen till stora armadan och var därefter kronofogde. Detta efter att han förgäves bett Filip II av Spanien om att få bli guvernör av Soconusco i Guatemala. Han råkade i klammeri med myndigheterna och fängslades 1597. Han frigavs så småningom och flyttade till Madrid, men skulle emellertid aldrig med sitt författarskap kunna betala sina skulder. Han lyckades rädda sitt namn genom att vara författare, vilka kunde tillåtas vara fattiga.

## Författarskap
Cervantes debuterade 1585 med romanen La Galatea, en herderoman med för den tiden ovanligt starka inslag av realism.
Trots romandebuten blev inte ekonomin märkbart bättre, och han satt återkommande i häkte för skulder. I ett gäldfängelse skrev han den första delen av Don Quijote, som utgavs 1605. Romanen blev en stor framgång och gavs ut i flera länder. Senare publicerade han en novellsamling, Novelas ejemplares (1613). En viss Avellaneda av Toledo gav 1613 ut en av honom själv skriven fortsättning på Don Quijote, vilket torde ha bidragit till att den riktiga andra delen av Don Quijote tillkom 1615. Strax innan hans död 1616 hade han påbörjat den romantiska romanen Persiles och Sigismunda, som han dock aldrig hann färdigställa.
Erich Auerbach har konstaterat att Cervantes är en mästare på "rytm- och bildrika, musikaliskt och vackert uppbyggda bravurnummer i hövisk retorik, och att han inte bara är en "kritiker och förstörare utan en fullföljare och fulländare av den stora episk-retoriska tradition där även prosan är en regelstyrd konst." Han konstaterar också att det inte går att beskriva det "specifikt cervanteska" i ord, men gör ändå ett försök:
| ”                          | Det är först och främst något spontant sinnligt, en energisk förmåga att livligt föreställa sig mycket olika människor i mycket skiftande situationer, att livligt föreställa sig och uttrycka vilka tankar som infinner sig i deras sinne, vilka känslor i deras hjärta och vilka ord på deras läppar. Denna förmåga är hos Cervantes så omedelbar och så stark och på samma gång så oberoende av varje annan avsikt att nästan allt realistiskt från äldre tid vid en jämförelse ter sig begränsat, konventionellt eller underordnat ett syfte. Lika sinnlig är hans förmåga att hela tiden tänka ut eller komma på nya kombinationer av människor och händelser. [...] Ingen hade tidigare låtit den genuina vardagsverkligheten komma med i detta lysande och avsiktslösa kombinatoriska spel. | „ |
| – Erich Auerbach, Mimesis. | |   |

Allt detta ramas dock, menar Auerbach, in av ett särskilt "cervanteskt ljus", som utgörs av "en hållning till världen och följaktligen också till de ämnen som skildras – där tapperhet och jämnmod utgör dominerande inslag." Därtill, anser Auerbach, finns något sydländskt kärvt och stolt, skildrat med ett kultiverat nöje, och fullkomligt neutralt, utan att Cervantes någonsin tar parti. Varje spelfigur "är rättfärdigad redan i och med att den finns på sin plats."
Harold Bloom menar i Den västerländska kanon att Cervantes är den enda i den västerländska litteraturen som befinner sig på samma nivå som Dante Alighieri och William Shakespeare, detta trots att han saknade talang för poesi och drama, och att Don Quixote var den enda gåvan han hade. Han konstaterar att Cervantes är romanens Michel de Montaigne, och att Montaigne, Shakespeare och Cervantes är de främsta vishetsförfattarna från Europa – men att Shakespeare och Cervantes står högst upp på piedestalen. Bloom konstaterar också att Cervantes två hjältar Don Quijote och Sancho Panza är de två största litterära figurerna i hela den västerländska kanon.
Till svenska översattes "Don Quixote" i sin helhet, alla fyra delarna, från det spanska originalet av Jonas Magnus Stjernstolpe och gavs ut i bokform 1818-19 under titeln Den tappre och snillrike riddaren don Quixotes af Mancha lefverne och bedrifter

## Verk i urval
- La Galatea 1585
- Don Quijote 1605, 1615
- Novelas ejemplares 1613

## Eftermäle
Nedslagskratern Cervantes på planeten Merkurius och asteroiden 79144 Cervantes är uppkallade efter honom.